# ريد ماكينا
ريد ماكينا (بالإنجليزية: Reed McKenna)‏ هو لاعب كرة قدم أمريكي في مركز الهجوم، ولد في 8 أغسطس 1992 في كولومبوس في الولايات المتحدة. لعب مع اوكلاهوما سيتي أنرجي.